# Alaska Railroad

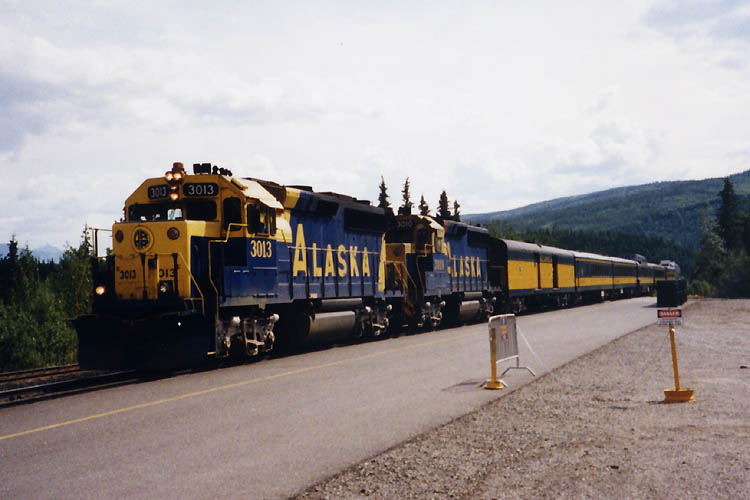
Tåg vid stationen Denali Depot, Denali nationalpark, juli 1998.

Alaska Railroad är en järnväg som sträcker sig från Seward i södra Alaska till Fairbanks, i delstatens mitt. Det går både person- och godståg på banan mellan de två städerna och till många platser däremellan, bland annat Anchorage och Denali nationalpark. Järnvägens huvudbana är 750 kilometer lång med sidospår som totalt sett utgör ungefär samma längd. Järnvägen ägs av delstaten. Järnvägen är förbunden med övriga USA genom tre järnvägspråmar som går mellan Whittiers hamn och Harbor Island i Seattle, men har ingen fastlandsförbindelse till någon annan järnvägslinje. År 2006 gjorde företaget en vinst på 10,4 miljoner USD av en total omsättning på 148,9 miljoner USD.

## Historia
År 1903 började företaget Alaska Central Railroad att bygga en järnvägslinje som startade vid Seward, nära den södra spetsen av Kenaihalvön. Företaget hade 1909 byggt 82 kilometer järnväg norrut då det gick i konkurs. Denna järnvägslinje fraktade passagerare, gods och post till övre Turnagain Arm. Därifrån togs gods med båt vid högvatten, och per släde till Eklutna och Matanuska-Susitna.
År 1909 köpte Alaska Northern Railroad Company järnvägslinjen och förlängde den 34 kilometer norrut. Därifrån skickades gods längs Turnagain Arm i små båtar. Alaska Northern Railroad Company gick i konkurs 1914.
Ungefär vid den här tiden började den amerikanska regeringen planera en järnvägslinje från Seward till Fairbanks, och 1914 köpte regeringen Alaska Northern Railroad och flyttade högkvarteret till "Ship Creek", vilket senare blev känt som Anchorage. Regeringen började förlänga järnvägslinjen norrut.

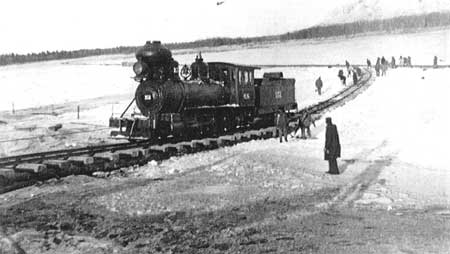
Ett ånglok på Alaska Railroad korsar Tananafloden över isen vid Nenana strax innan järnvägen stod färdig 1923.

År 1917 var Tanana Valley Railroad i Fairbanks nära att gå i konkurs. Företaget ägde en 72 kilometer lång smalspårbana som betjänade orterna och gruvsamhällena omkring staden, tillsammans med hamnen vid floden Tanana nära Fairbanks. Regeringen köpte företaget främst för terminalernas skull, och utökade sedan den södra delen av spåret till Nenana och konverterade det senare till standardspårvidd.
År 1923 byggdes den 276 meter långa Mears Memorial Bridge över floden Tanana vid Nenana. Detta var det som sammanlänkade norra och södra delen av järnvägen och bron var för sin tid USA:s näst längsta järnvägsbro i stål. President Warren G. Harding slog ner spiken som kompletterade järnvägen på den norra sidan av bron den 15 juli 1923.
Järnvägen påverkades kraftigt av långfredagsskalvet som drabbade södra Alaska år 1964. Spåren omkring Seward bucklades och spåren längs Turnagain Arm skadades av översvämningar och jordskred. Det tog flera månader att reparera alla skador längs med banan.
År 1985 köpte delstaten Alaska järnvägen från den amerikanska regeringen för 22,3 miljoner USD. Delstaten investerade därefter över 70 miljoner USD på förbättringar och utökat underhåll.

### Föreslagen expansion
Det finns ett förslag att förlänga järnvägen från Fairbanks till Delta Junction, för att kunna hantera jordbruks- och byggindustrin i den regionen.
Den amerikanska regeringen under Clinton-administrationen skapade dessutom en internationell kommission vars uppdrag var att utreda byggandet av en järnvägslänk genom Yukon till British Columbia. Kanada ombads delta i kommissionen, men både Chrétien- och Martin-regeringarna (1993–2004 respektive 2004–2006) valde att avstå att bidra till både kommissionen och studien. Harper-regeringen har ännu inte valt att agera i frågan, men det lokala styret i Yukon är intresserat. En rapport från juni 2006 rekommenderade Carmacks som järnvägsknut med järnvägslinjer mot Fairbanks, Terrace samt Haines eller Skagway (den senare på grund av närheten till smalspårbanan White Pass and Yukon Route).
Det finns även planer att införa pendeltåg mellan norra och södra Anchorage, och från Anchorage till Matanuska-Susitna-dalen via Eagle River, men detta skulle kräva att ytterligare spår anläggs på grund av tät godstrafik.

## Styrelseordförande
- Frank Turpin, 1984-1993.[4]
- Robert Hatfield, Jr, 1994-1996.
- Bill Sheffield, 1997-2001.[5]
- Patrick K. Gamble, 2001-idag.[6][7]